# Línea 819 (Interurbanos Madrid)
La línea 819 de la red de autobuses interurbanos de Madrid une Rascafría con el Puerto de Cotos.

## Características
Esta línea une Rascafría con el Monasterio de Santa María de El Paular y el Puerto de Cotos, con un recorrido que dura aproximadamente 30 minutos entre cabeceras.
Fue creada el 4 de noviembre de 2024, aunque no comenzó a circular hasta el sábado 9 de noviembre de 2024, debido a que sólo circula los sábados laborables, domingos y festivos.
La línea está coordinada con los horarios de sábados laborables, domingos y festivos de la línea 194 y 194A, para su enlace con Madrid y Buitrago del Lozoya, respectivamente
Siguiendo la numeración de líneas del CRTM, las líneas transversales son aquellas que enlazan dos corredores distintos y comienzan con un 8. El segundo dígito indica el corredor de comienzo de la línea y el tercer dígito indica el corredor de final de la línea. En este caso, los dígitos 1 y 9 indican que la línea comienza en el corredor 1 situado en Rascafría y termina en el corredor 9, considerado como zonas muy alejadas de Madrid junto con las líneas 911, 912 y 913. De ahí el número 819.
La línea mantiene los mismos horarios todo el año (exceptuando las vísperas de festivo y festivos de Navidad).
Está operada por la empresa ALSA mediante la concesión administrativa VCM-103 - Madrid - Buitrago - Rascafría (Viajeros Comunidad de Madrid) del Consorcio Regional de Transportes de Madrid.

## Historia
- 1 de mayo de 2021: Se crea la sublínea número 5 de la línea 194A, tratado como un servicio especial. El objetivo era suplir el cierre temporal de la línea C-9 de Cercanías Madrid durante la Pandemia de COVID-19 aprovechando para obras de mantenimiento y mejoras, y dotar de un nuevo punto de comunicación al Puerto de Cotos, zona previamente servida únicamente por las líneas 691 y 692 de autobuses interurbanos.
- 4 de noviembre de 2024: Creación de la línea 819, absorción de dicho recorrido existente, dándolo de baja de la línea 194A e integrándolo sin modificaciones. Su primer servicio se realizó el sábado 9 de noviembre de 2024 debido a limitarse a circular los sábados laborables, domingos y festivos, al igual que lo hacía cuando se encontraba bajo la línea 194A.

## Horarios
| Sábados laborables, domingos y festivos |       |       |       |       |       |       |       |       |       |       |       |
| Rascafría > Cotos                       |       |       |       |       |       |       |       |       |       |       |       |
| 07:30                                   | 08:30 | 09:30 | 10:30 | 11:30 | 12:30 | 13:30 | 16:30 | 17:30 | 18:30 | 19:30 | 20:30 |
| Cotos > Rascafría                       |       |       |       |       |       |       |       |       |       |       |       |
| 08:00                                   | 09:00 | 10:00 | 11:00 | 12:00 | 13:00 | 14:00 | 17:00 | 18:00 | 19:00 | 20:00 | 21:00 |

## Recorrido y paradas

### Sentido Puerto de Cotos
La línea inicia su recorrido en la Avenida de los Cascajales, junto a la Plaza de los Abetos de Rascafría, donde se establece correspondencia con la línea 194 y con la línea 194A en la Avenida del Paular.
Sale por esta avenida en dirección sur abandonando el casco urbano de Rascafría al salir a la M-604, autovía que comienza desde la salida de Lozoyuela con la A-1 hasta el Puerto de Cotos, cabecera de la línea.
Circulando por esta carretera da servicio al Monasterio de Santa María de El Paular, y posteriormente continúa hasta el Puerto de Cotos donde tiene su cabecera. Ahí establece correspondencia con las líneas 691 y 692 de autobuses interurbanos y C-9 de Cercanías Madrid.
| Código | Zona | Localidad | Denominación                                      | Ubicación                 | Líneas de la parada | Cercanías |
| ------ | ---- | --------- | ------------------------------------------------- | ------------------------- | ------------------- | --------- |
| 10373  |      | Rascafría | Rascafría - Plaza de los Abetos                   | Avenida de Cascajales Nº5 | 194 819             |           |
| 17053  |      | Rascafría | Carretera M-604 - Avenida de Monasterio El Paular | Carretera M-604 Nº1       | 194A819             |           |
| 09198  |      | Rascafría | Carretera M-604 - Puerto de Cotos                 | Carretera M-604 km. 41,8  | 691 692 819         | Cotos     |

1. ↑  Sólo permite el descenso de viajeros

### Sentido Rascafría
El recorrido en dirección a Rascafría es igual al de ida.
| Código | Zona | Localidad | Denominación                                      | Ubicación                 | Líneas de la parada | Cercanías |
| ------ | ---- | --------- | ------------------------------------------------- | ------------------------- | ------------------- | --------- |
| 09198  |      | Rascafría | Carretera M-604 - Puerto de Cotos                 | Carretera M-604 km. 41,8  | 691 692 819         | Cotos     |
| 17997  |      | Rascafría | Carretera M-604 - Avenida de Monasterio El Paular | Carretera M-604 Nº1       | 194A 819            |           |
| 10373  |      | Rascafría | Rascafría - Plaza de los Abetos                   | Avenida de Cascajales Nº5 | 194 819             |           |

## Tarifas
Aquí se muestran las tarifas de la línea:

### Billetes sencillos
| OrigenDestino | C2    |
| C2            | 1,3 € |

### Abonos transporte
- En caso de portar un abono inferior a la zona tarifaria de destino, se deberá abonar un suplemento. Dicho suplemento corresponde a la diferencia entre un billete sencillo hacia la corona tarifaria de destino y un billete sencillo a la corona tarifaria del abono portado. Esta restricción también aplica a los abonos interzonales.
- No es válido el abono correspondiente a la zona , por lo que es necesario abonar el billete sencillo correspondiente a la parada de destino.
- A pesar de que las coronas tarifarias ,  y  tengan el mismo coste en el abono transporte, su uso en zonas tarifarias que no es la correspondiente no es válido y se deberá abonar el suplemento mencionado anteriormente. Es por esto que los usuarios de las coronas tarifarias  o  deberán recargar un abono de la corona  al mismo coste que las anteriores para evitar confusión.
- El abono joven y de la tercera edad son válidos para toda la línea.

Para más información, consultar la página oficial del CRTM.